# Massís de l'Ebre
El massís de l'Ebre (història geològica) és un massís que es formà a l'actual conca de l'Ebre a finals del Paleozoic, durant l'orogènia herciniana que també va transformar profundament el nucli primitiu de la península Ibèrica.
En el mar que cobria aquest nucli primitiu, van emergir turons i muntanyes de roques silícies: granit, pissarra i quarsita. Cap al nord-est van emergir el massís d'Aquitània, el massís Catalanobalear, i el massís de l'Ebre, mentre que al sud-est emergia el massís Bético-Rifeny. Fins aleshores, l'oceà de Tetis submergia la totalitat de la península Ibèrica.
Durant l’era primària l’erosió va rebaixar aquests massissos transformant-los en sòcols. Al Paleozoic, ara fa entre 230 i 570 Ma, la totalitat de Catalunya era inclosa en una àmplia conca marítima i on ara hi ha la Depressió Central, hi havia el massís de l'Ebre, que en aquell temps ja era força arrodonit i desgastat
A l'inici de l'Eocè, el massís de l'Ebre es va anar reduint progressivament i l'àrea del sud-est, on ara hi ha el Sistema Mediterrani Català (serralades costaneres) començà a aixecar-se.
Com a resultat, es generen, a banda i banda de les de muntanyes i en paral·lel, unes zones enfonsades que foren inundades pel mar, provocant que bona part dels Pirineus, el massís de l'Ebre i l'actual Sistema Costaner, quedessin submergits sota aigües poc profundes o somes, formant plataformes marines on es van acumular sediments de tipus carbonàtic.
La zona del massís de l'Ebre, recoberta per la capa geològica del Terciari continental, conté les serres que la travessen pel nord, mentre que el massís Ibèric ho fa pel sud-oest. La part més septentrional ha estat afectada fortament per l'orogènia alpina i a la resta només hi ha plecs de tipus halocinètics. Aquests terrenys són de difícil datació, atesa l'escassetat de fòssils. El límit occidental de l'antic massís de l'Ebre estaria situat a l'estret de Sòria.